# Mozi
Mozi (xinès: 墨子)  (Lu, 470 aC - 391 aC) de nom veritable Mo Di (墨翟) va ser un pensador xinès en l'origen de l'escola anomenada moïsme i un dels principals exponents del pensament anticonfucià, pensament exposat en l'obra Escrits del mestre Mo (o Mozi) i que defensava l'aplicació d'un utilitarisme social radical.
Segons la historiografia tradicional xinesa, al principi va adherir-se al confucianisme, compartint amb aquesta escola la recerca de la pau i el benestar social i la urgència de restablir la "gran harmonia" dels Temps Antics. Ràpidament, però, va rebutjar-la criticant-ne el seu vessant luxós: considerava que molts dels ritus preconitzats, com els funeraris i de dol, eren massa cars i nocius per a la col·lectivitat, i també va criticar les despeses exagerades dels governants i les generades per les guerres.
Més pragmàtic que Confuci, va desenvolupar un corrent de pensament que preconitzava la sobrietat, l'amor universal i la pau, situant la utilitat com a eix central, és a dir, considerant com a just allò que és útil per al poble (allò que beneficia la majoria és bo, allò que només beneficia la minoria no ho és). El seu ideal era el d'una societat regida per l'interès general, basada en una norma objectiva i igualitària que només tingués en compte les necessitats vitals.
Si bé la seva escola va rivalitzar seriosament amb el confucianisme durant 200 anys, quan aquest darrer corrent va ser erigit en doctrina oficial de l'estat amb els Han, Mozi va passar completament a oblit, i fou redescobert només a partir del segle xx.
El seu discurs i els seus orígens modests han fet que certs historiadors marxistes el considerin com un heroi del proletariat, precursor del pensament comunista.

## Biografia
Hi ha poques dades verificables sobre la seva vida. Hauria nascut a l'estat de Lu, com Confuci, d'origen aparentment modest, segurament eixit de l'àmbit dels artesans, ja que sovint les seves analogies utilitzen la terminologia d'aquest grup social. Altres teories el fan pertànyer a la classe dels experts en arts marcials (xie), pels seus coneixements en estratègia. Hauria ostentat breument un càrrec públic i coneixia l'enginyeria (especialment, militar); més endavant, va viatjar per tot el país, oferint els seus serveis a diferents senyors feudals i propagant així el seu ensenyament. Aferrissadament hostil al luxe i al lleure, hauria viscut d'una manera extremadament modesta i frugal, menyspreant fins i tot l'ús de la música.
Comparat amb l'elegància de l'escriptura confuciana, el seu estil era rústec i laboriós, però alhora feia servir conceptes pragmàtics i racionals, i introduí així un rudiment de lògica dins del pensament xinès.